# UglyDolls
Pour plus de détails, voir Fiche technique et Distribution.
UglyDolls ou UglyDolls, le film au Québec est un film d'animation américain réalisé par Kelly Asbury et sorti en 2019.

## Fiche technique
- Titre original : UglyDolls
- Réalisation : Kelly Asbury
- Scénario :  Alison Peck, Robert Rodriguez, Andrea McCarthy Paul et Vivian Wang, d'après les personnages de Kim Sun-min et David Horvath
- Décors : Shannon Jeffries
- Costumes :
- Animation : Guillaume Arantes, Frédéric Côté, Martin Ferland et Charles Salvany
- Photographie :
- Montage : Julie Rogers et Nolan Southerland
- Musique : Christopher Lennertz
- Producteur : Jane Hartwell et Robert Rodriguez
  - Producteur délégué : Drew Matilsky, Jaymie Matilsky et Robert Simonds
  - Producteur associé : Andrea McCarthy Paul et Vivian Wang
- Sociétés de production : STX Family, Reel FX Animation Studios, Alibaba Pictures, Huaxia Film Distribution, Original Force et Troublemaker Studios
- Société de distribution : Metropolitan FilmExport
- Pays d'origine :  États-Unis
- Langue originale : anglais
- Format : couleur
- Genre : Animation
- Durée : 87 minutes
- Dates de sortie :
  -  États-Unis :
    - 27 avril 2019 (Los Angeles)
    - 3 mai 2019

  -  Canada : 3 mai 2019
  -  France : 10 juillet 2019

## Distribution

### Voix originales
- Kelly Clarkson : Moxy
- Nick Jonas : Lou
- Janelle Monáe : Mandy
- Blake Shelton : Ox
- Pitbull : UglyDog
- Wanda Sykes : Wage
- Wang Leehom : Lucky Bat
- Gabriel Iglesias : Babo
- Emma Roberts : Wedgehead
- Bebe Rexha : Tuesday
- Charli XCX : Kitty
- Lizzo : Lydia
- Ice-T : Peggy
- Laura Nicole Harrison : Jumborton
- Kelly Asbury : Gibberish Cat, Oliver, Chef et Buttons
- Natalie Martinez : Meghan
- Stephan Zimpel : Michael
- Enrique Santos : Nolan
- Rob Riggle : le robot de l'exposition
- Steven Schweickart : le nouveau venu
- Afi Ekulona : Tray
- Jacques Colimon : Sporko
- Jane Lynch : le scanner

### Voix françaises[1]
- Marie-Mai : Moxy
- Xavier Dolan : Lou
- Kevin Bazinet : Lou (Chant)
- Ludivine Reding : Mandy
- Jean-François Beaupré : Ox
- Koriass : UglyDog
- Johanne Garneau : Wage
- Nicholas Savard L'Herbier : Lucky Bat
- Manuel Tadros : Babo
- Catherine Brunet : Tuesday
- Fanny-Maude Roy : Lydia